# El Crepúsculo
El Crepúsculo: periódico liberal de coalición va ser un periòdic reusenc que va sortir el 1868.

## Història i ideologia
Segons el periodista i historiador reusenc Gras i Elies, amb el nom de El Crepúsculo havia sortit un setmanari literari fundat per Eugeni Mata i redactat per estudiants del col·legi reusenc dels Pares Escolapis. En aquesta primera època com a setmanari literari, durant l'any 1867, hi participaven Casimir Prieto, Lluís Quer i Joaquim Maria Bartrina. No es conserven exemplars d'aquest període. Gras i Elies també explica que quan va esclatar la Revolució de Setembre, aquest periòdic va desaparèixer. L'historiador Pere Anguera comenta que el setmanari va sortir fins a finals d'agost de 1868, sense cap relació amb la revolució de setembre.
Però amb el mateix nom va tornar a sortir a les darreries del mes de novembre amb el subtítol de periódico liberal de coalición, i dirigit per Marià Pons i Espinós, defensant la Unió Liberal, partit vinculat al general Prim, del qual Pons n'era amic personal. El motiu immediat de la reaparició sembla que va ser buscar una plataforma política dels monàrquics davant dels republicans federals. El primer número és del 22 de novembre de 1868. Es declaraven defensors de la monarquia no hereditària i es consideraven liberals. De marcat accent elitista, en el número 4 van atacar les manifestacions públiques, ja que creien que l'únic afany que les guiava era la de crear un clima fals en publicar cròniques inflades de successos de fora de la localitat. Així, afirmaven que circulava la notícia d'una manifestació republicana de 20.000 persones a Figueres, quan en aquella població només hi havia 10.000 habitants. A l'exemplar del 17 de desembre un anònim redactor afirmava que la revolució va cremar a Reus tres dels seus principis: el de reunió, amb els escàndols provocats en alguna de les que s'havien celebrat; el de sufragi universal, per la intolerància i els insults que van fer que alguns no anessin a votar, i el de la llibertat de premsa, publicant mentides i atacs personals. Donaven suport als sectors conservadors de la ciutat i defensaven els editorials del Diario de Reus conta l'evolució de la situació política local i general i contra el republicanisme federal i el seu partit. Atacaven a destacats polítics reusencs, com ara Güell i Mercader. Van polemitzar durament amb altres publicacions de l'època, per exemple amb El Mosquito, un periòdic satíric, que va obligar a Marià Pons a replicar amb una altra publicació satírica, El Canta claro. Van discutir també durament amb La Antorcha del Trabajo, un periòdic republicà federal que tenia com a principal col·laborador Ciril Freixa.

## Característiques i col·laboradors
La publicació s'imprimia a la impremta de Joan Muñoa, al raval de santa Anna, 29. Sortia setmanalment els diumenges, amb un nombre variable de pàgines, normalment quatre, i a tres columnes. La capçalera era impresa. Hi figuraven com a redactors, Marià Pons i Josep Rofes, però hi col·laboraven periodistes conservadors vinculats al Diario de Reus. Incloïa textos d'altres diaris, com ara El Telégrafo i El Pueblo, i en un editorial deia que recollia també l'esperit de La Discusión, periòdic defensor del lliurecanvisme aparegut a la dècada de 1850. El Crepúsculo va desaparèixer el 25 d'abril de 1869, quan Marià Pons no va acceptar seguir en la direcció del setmanari, decebut per haver perdut en les eleccions generals espanyoles de 1869 davant d'un candidat republicà.

## Localització
- A la Biblioteca Central Xavier Amorós de Reus es conserven des del número 2 fins al 30 i últim.[5]
- A la Biblioteca del Centre de Lectura de Reus se'n conserven exemplars[6]